# America, America, dove vai?
America, America, dove vai? (Medium Cool) è un film statunitense del 1969 diretto da Haskell Wexler
Nel 2003 è stato inserito dalla Biblioteca del Congresso statunitense nel National Film Registry degli Stati Uniti perché "significativo da un punto di vista culturale, storico o estetico".

## Trama
John Cassellis è un cameraman del telegiornale. In una delle scene iniziali, un gruppo di cameraman e giornalisti sta discutendo riguardo alle responsabilità etiche della loro professione: quando si dovrebbe smettere di filmare una scena raccapricciante e iniziare a cercare di salvare una vita? Come spettatori, ci sono presentati temi come la violenza come spettacolo, il malcontento politico e sociale, il razzismo estremo e la divisione in classi. Il film alterna costantemente riprese di documentari e immagini di film. Tra le fonti, Wexler usa filmati provenienti dai campi di addestramento militare nell'Illinois per le truppe che si stavano preparando per le dimostrazioni programmate dagli studenti e dagli attivisti pacifisti durante la Convenzione Democratica Nazionale di quell'estate. Cassellis è apparentemente insensibile verso i temi etici e sociali; è più interessato alla sua vita privata e a rincorrere storie che catturino il pubblico. Ma un giorno Cassellis scopre che il suo canale di notizie ha fornito all'FBI le storie e le informazioni raccolte dai cameraman e dai giornalisti e si infuria.
La stazione di notizie inventa una scusa per licenziarlo e Cassellis viene lasciato andare. Ma presto trova un altro lavoro come libero professionista alla Convenzione. Durante il suo lavoro in televisione, Cassellis incontra Eileen e suo figlio, Harold, che si sono trasferiti dal West Virginia a Chicago. Eileen è una madre single il cui marito se ne è andato per ragioni sconosciute. Mentre Cassellis è disoccupato trascorre molto tempo con loro e si affeziona a entrambi. Il film culmina in una scena in cui Eileen cammina tra le folle rivoltose, basata sulla ripresa di Wexler degli studenti manifestanti a Chicago durante la Convenzione Democratica Nazionale nell'estate del 1968. Suo figlio si è perso e lei sta cercando disperatamente l'aiuto di Cassellis, ma lui sta filmando la convenzione. Come risultato, la storia romanzata e la brutalità della vita reale si mescolano. Il regista ha spiegato che aveva organizzato che il programma delle riprese principali coincidesse con la convenzione, aspettandosi che sarebbe scoppiata una rivolta.
L'attività di protesta della Convenzione Democratica Nazionale del 1968 divenne una rivolta. Un team di studio della Commissione Consultiva Nazionale del Presidente per i Disordini Civili ha concluso (nel suo verbale "Diritti nel Conflitto") che l'evento "possa essere solo chiamato una rivolta di polizia" basata sull'evidenza massiccia che "alcuni poliziotti hanno perso il controllo in circostanze estremamente provocatorie". Seguendo questo, i sentieri di Cassellis e di Eileen convergono nel mezzo di una protesta e Cassellis scorta Eileen nella sua macchina. Mentre guidano verso un luogo imprecisato, inconsapevoli che Harold sia tornato a casa, Cassellis accidentalmente fa scontrare la macchina contro un albero, uccidendo Eileen e ferendo se stesso gravemente. La scena finale, riprendendo la prima, ritrae un guidatore di passaggio che si ferma a fotografare l'incidente, dopo che lascia dietro di sé la macchina gravemente danneggiata.

## Produzione
Il film combina sequenze di fiction ad altre documentarie riprese alla convention del 1968 del Partito Democratico degli Stati Uniti e in altre occasioni.

## Contesto storico
Girato in un momento di grande disordine di controcultura sociale e politica negli Stati Uniti, il film di Wexler riflette la natura conflittuale di un Paese diviso da temi di razza, genere, povertà, criminalità e guerra. Tali temi sono stati menzionati da film più tradizionali come L'impossibilità di essere normale e Fragole e sangue, ma il modo di trattare di Wexler è stato considerato altamente controverso: la Motion Picture Association of America l'ha vietato ai minori di diciotto anni (X). I censori "non hanno approvato il linguaggio e la nudità". Più tardi Wexler ha detto "Quello che nessuno ha il coraggio di dire è che è stata una "X" politica". Nel 1970 il film è stato rivalutato come "R".